# 普杜尔
普杜尔（Pudur (S)），是印度泰米尔纳德邦Tirunelveli县的一个城镇。总人口11095（2001年）。

## 人口
该地2001年总人口11095人，其中男性5466人，女性5629人；0—6岁人口1316人，其中男670人，女646人；识字率63.12%，其中男性为74.06%，女性为52.50%。